# استفی کریگرشتاین
استفی کریگرشتاین (انگلیسی: Steffi Kriegerstein؛ زادهٔ ۳ نوامبر ۱۹۹۲) ورزشکار اهل آلمان است.
وی در مسابقات کشوری و بین‌المللی در مجموع برندهٔ ۲ مدال نقره، ۱ مدال برنز شده‌است.